# Kung Arthur och hans riddare av Runda Bordet
Kung Arthur and hans riddare av Runda Bordet  av Roger Lancelyn Green är en klassisk version av Arthurlegenden, bestående av 23 sammanhängande berättelser. 

## Översikt över innehållet

### Första boken: Arthurs ankomst
- De två svärden
- Balin och Balan
- Det första uppdraget för Runda Bordet
- Nimues och Morgana le Fays magi

### Andra boken: Riddarna av Runda Bordet
- Sir Gawain och den gröne riddaren
- Sir Lancelots första uppdrag
- Sir Gareth eller köksriddaren
- Sir Tristan och den sköna Isolde
- Geraint och Enid
- Sir Gawain och lady Ragnell
- Sir Parsifal av Wales
- Sir Lancelot och lady Elaine

### Tredje boken: Sökandet efter den heliga Gral
- Hur den heliga Gral kom till Camelot
- Sir Galahads första äventyr
- Sir Parsifals äventyr
- Sir Bors äventyr
- Sir Lancelots äventyr
- Hur Lancelot och Gawain kom till Carbonek
- Uppdraget avslutas

### Fjärde boken: Kung Arthurs avfärd
- Lancelot och Guinevere
- Sir Mordreds intriger
- Den sista striden
- Epilog: Avalon